# Histoire de mon Novalis
Histoire de mon Novalis est une nouvelle d'Hermann Hesse écrite en 1900.

## Historique
Histoire de mon Novalis est une nouvelle d'Hermann Hesse écrite en 1900, alors qu'il était employé dans une librairie à Bâle, publiée  à Lachen en 1948 par Fretz und Wasmuth Verlag. La version française de ce texte date de 1978 aux éditions Calmann-Levy dans le recueil de nouvelles intitulé La leçon interrompue.

## Analyse et commentaire
Dans cette nouvelle, sous-titrée Extrait des papiers d'un bibliophile, Hermann Hesse raconte le parcours de deux volumes des œuvres de Novalis de l'année 1837. Le premier propriétaire étant le grand-père d'un de ses amis, il a pu en retracer l'histoire.

## Éditions en allemand
- Der Novalis, chez Fretz und Wasmuth Verlagen en 1948, à Lachen.
- Der Novalis, dans les Sämtliche Werke (Œuvres complètes) [3] publiées par Volker Michels, chez Suhrkamp Verlag à Francfort, en 2005.

## Traduction en français
- Histoire de mon Novalis (trad. Edmond Beaujon), dans Hermann Hesse, La leçon interrompue, Calmann-Levy, Le Livre de poche (2012)